# جوردن تورنر
جوردن تورنر (بالإنجليزية: Jordan Turner)‏ هو لاعب دوري الرغبي بريطاني، ولد في 9 يناير 1989 في أولدهام في المملكة المتحدة.